# 青衣公園

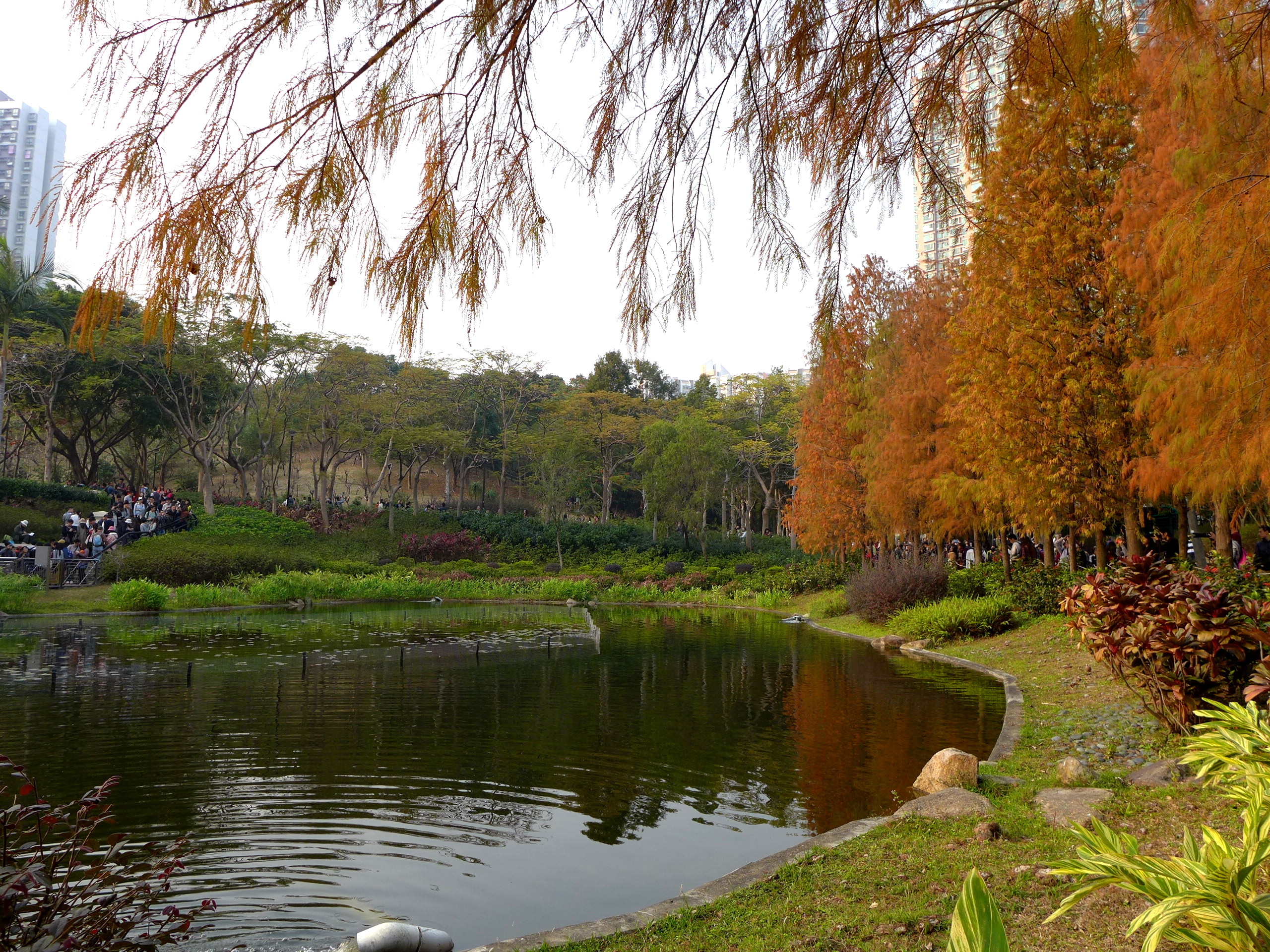
青衣公園每逢秋冬時，樹木會變成一片紅及金黃色，吸引不少喜愛攝影者拍攝

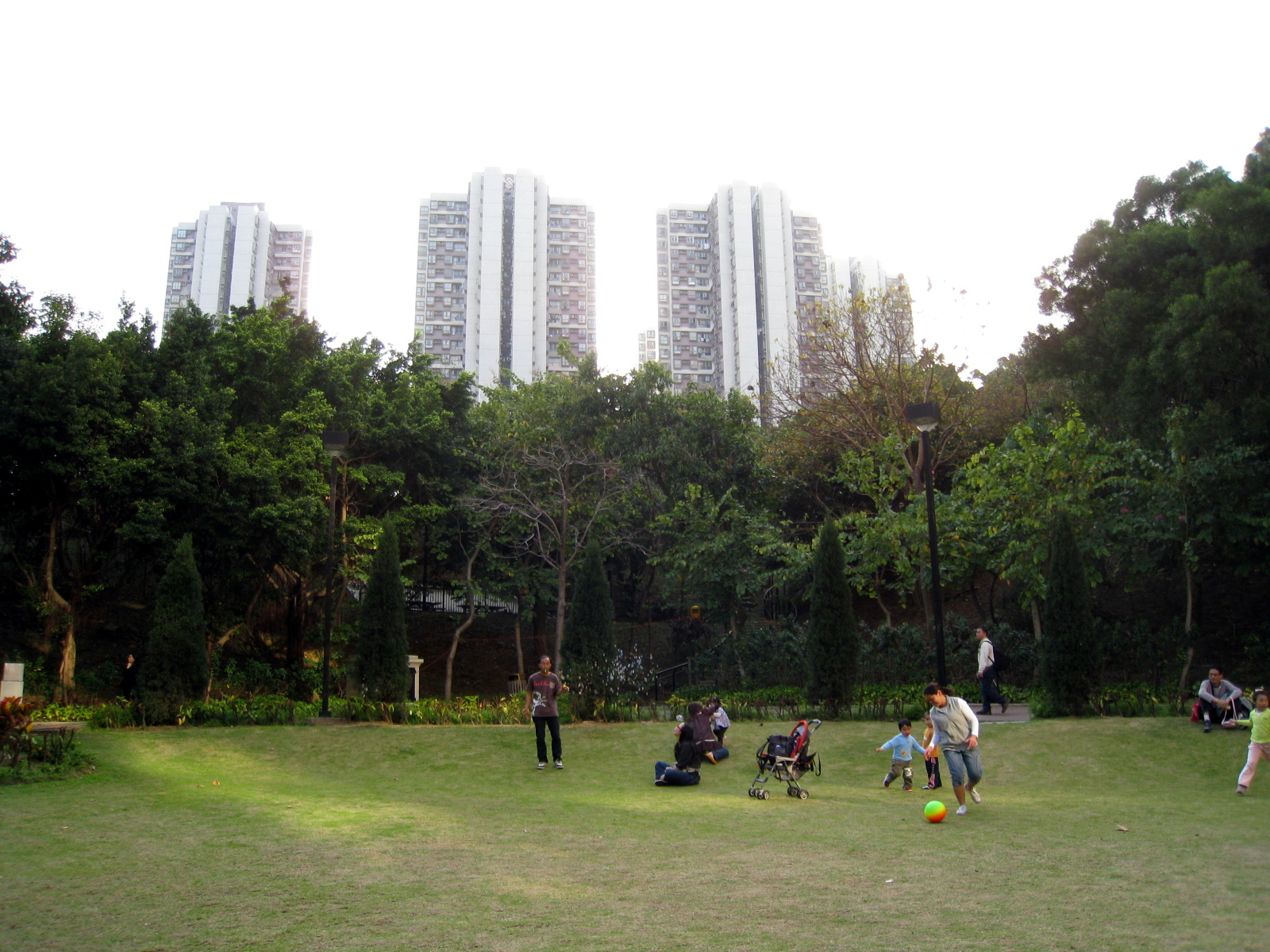
青衣公園草坪

青衣公園（英語：Tsing Yi Park）是香港葵青區一個大型公園，位於新界青衣島青敬路，近青衣站，佔地7.09公頃，建於1996年，由康樂及文化事務署管理。

## 設施
青衣公園採用了歐陸式設計，園內的桃花園鄰近八號閘，每憑新春期間有不少桃花開放。園內人工湖中載種了荷花，湖旁栽種了水杉、水松、落羽松及楓香等落葉樹種，每逢秋冬時，樹木會變成一片紅及金黃色，吸引不少喜愛攝影者拍攝。
設施包括
- 7個硬地網球場（開放時間：07:00-23:00）
- 1個5人籃球場（開放時間：07:00-22:00）
- 1個小型7人硬地足球場（開放時間：07:00-22:00）
- 1間餐廳食肆。（開放時間：07:00-19:00）(好煮意)
- 1個觀景台(暸望台)
- 1個露天劇場(可通往漁民邨)
- 1個人工瀑布
- 2個兒童遊樂場
- 1個太極園
- 1個人工湖
- 1個棕櫚園
- 1個桃花園
- 1個長者健體園地
- 3個卵石路步行徑(2組在長者健體設施及1組太極園內)
- 2條分別為1200米及900米長的優質健行徑
- 4部飲水機(在網球場6及7號附近)
- 2個洗手間及更衣室(在1至2號網球場對面)
- 2個洗手間(男女)及一個傷殘洗手間
- 一片大休憩草坪或稱草坪花園(可以野餐)[1]
- 一個野餐區
- 兩個抽水房
- 公園設有戶外上網服務

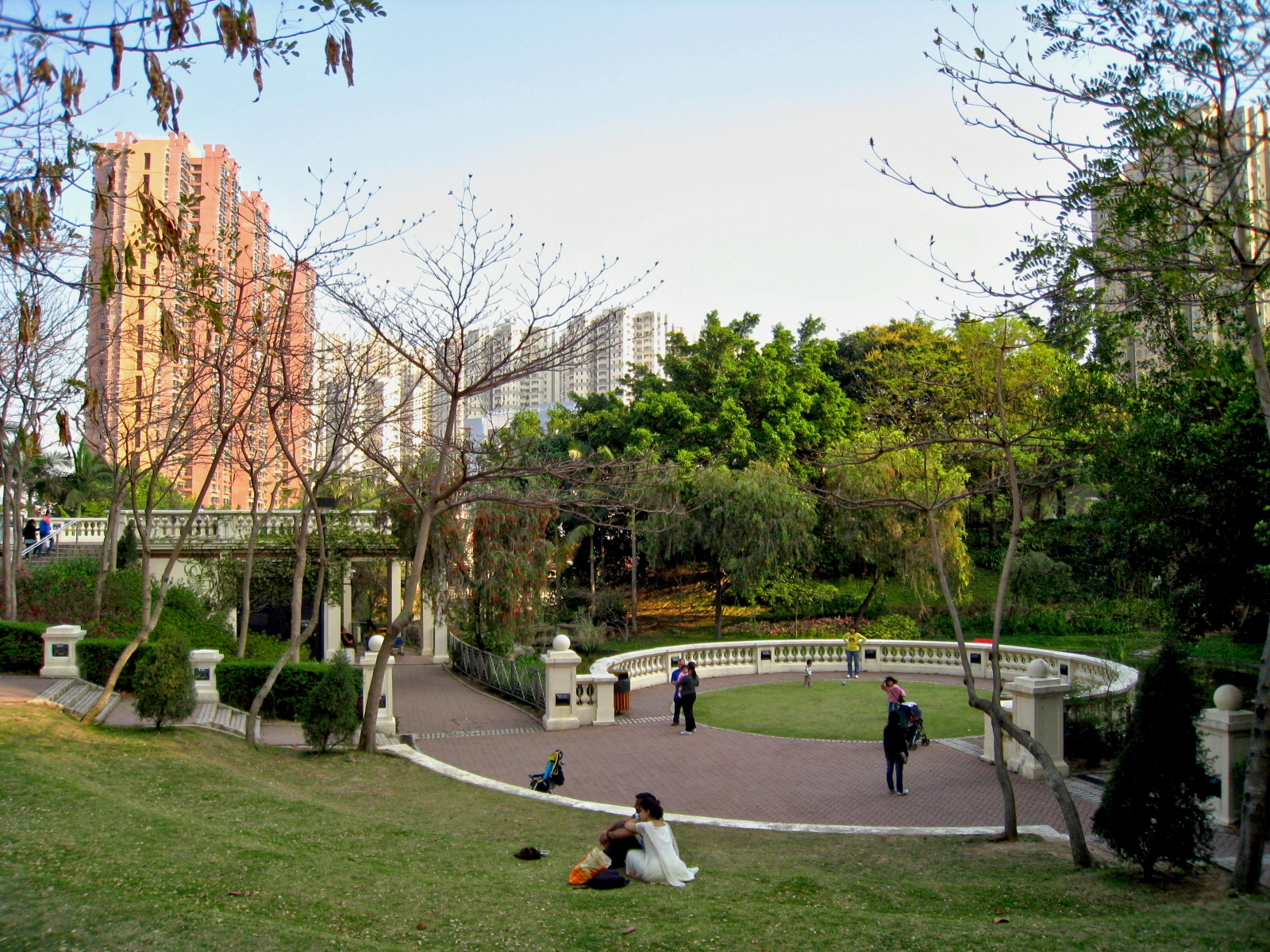
露天劇場
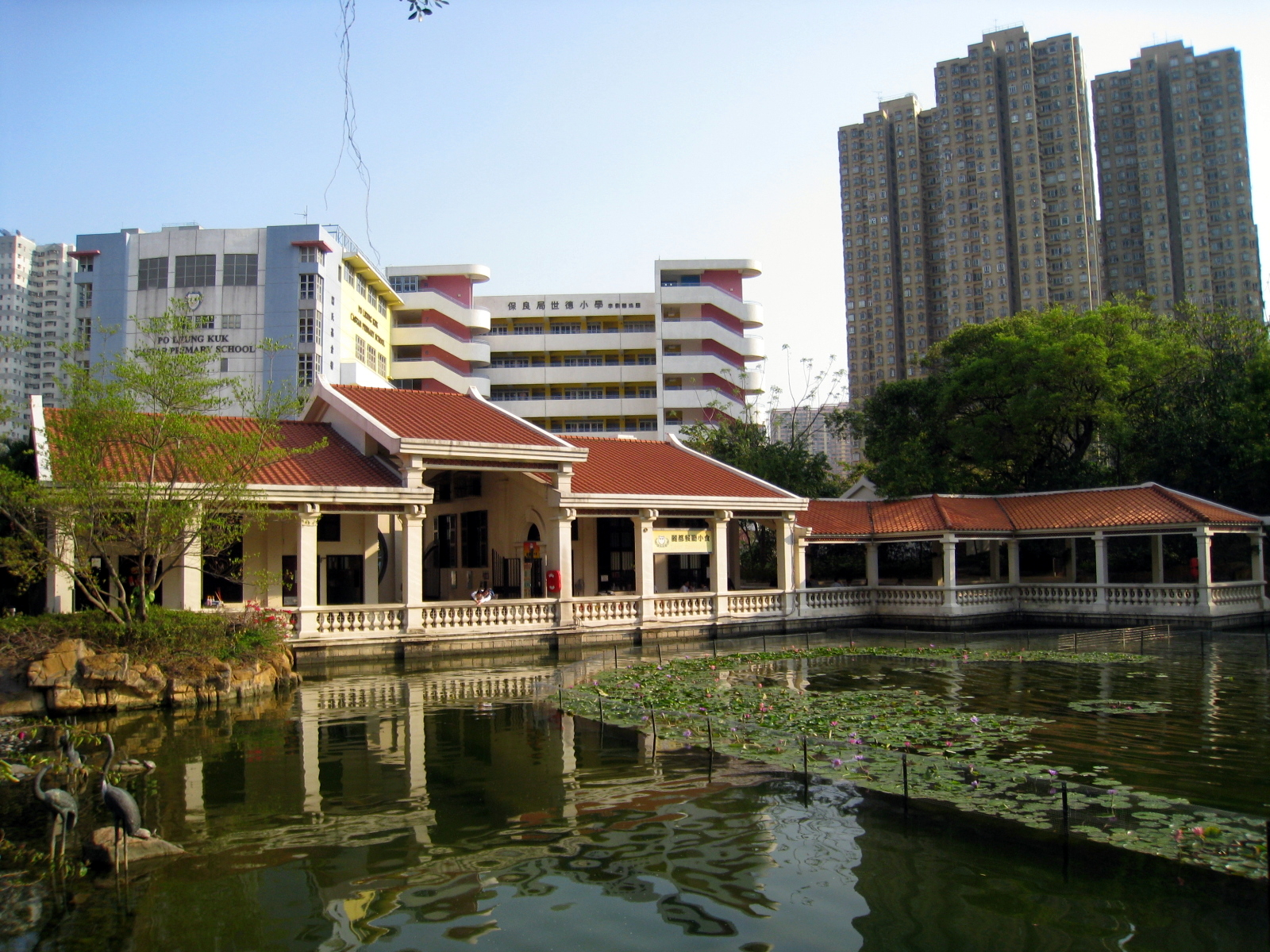
小食食肆
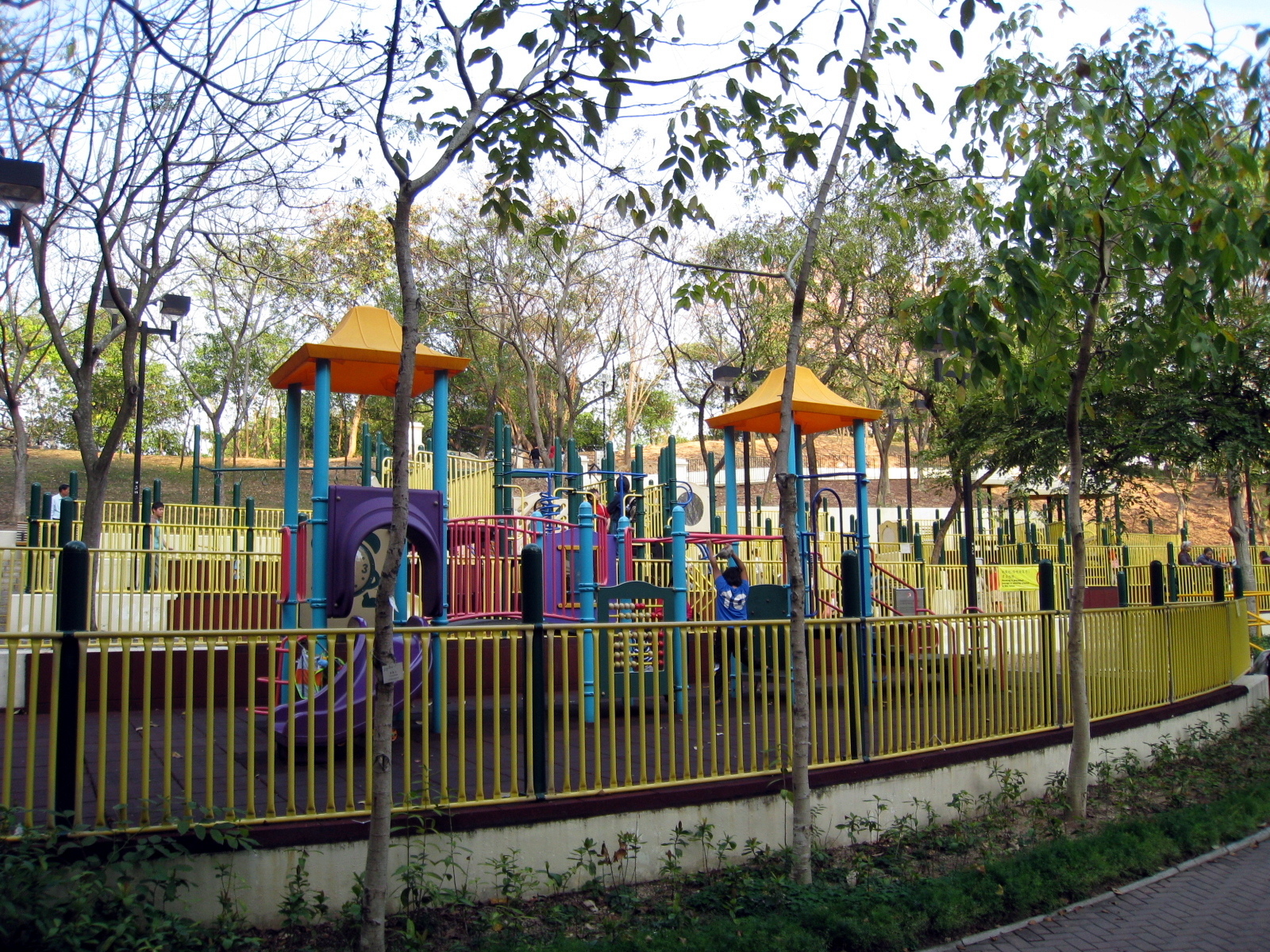
兒童遊樂場
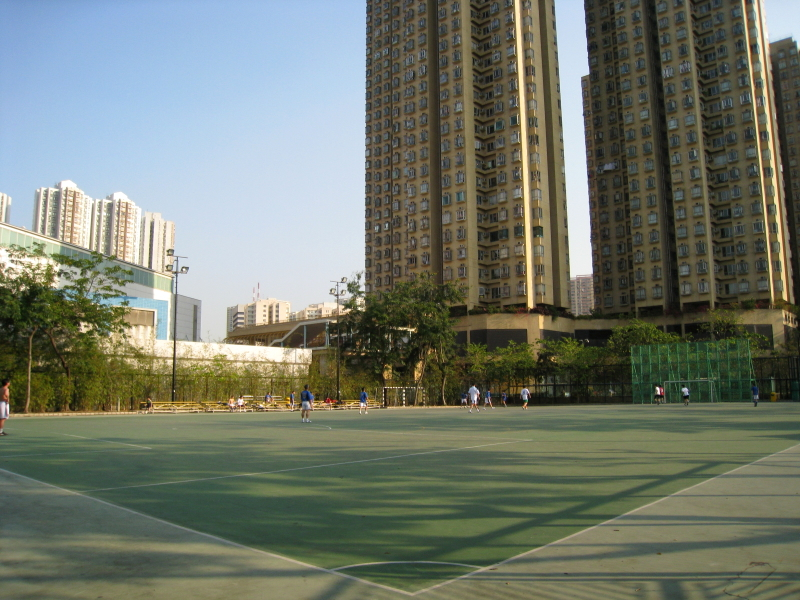
足球場
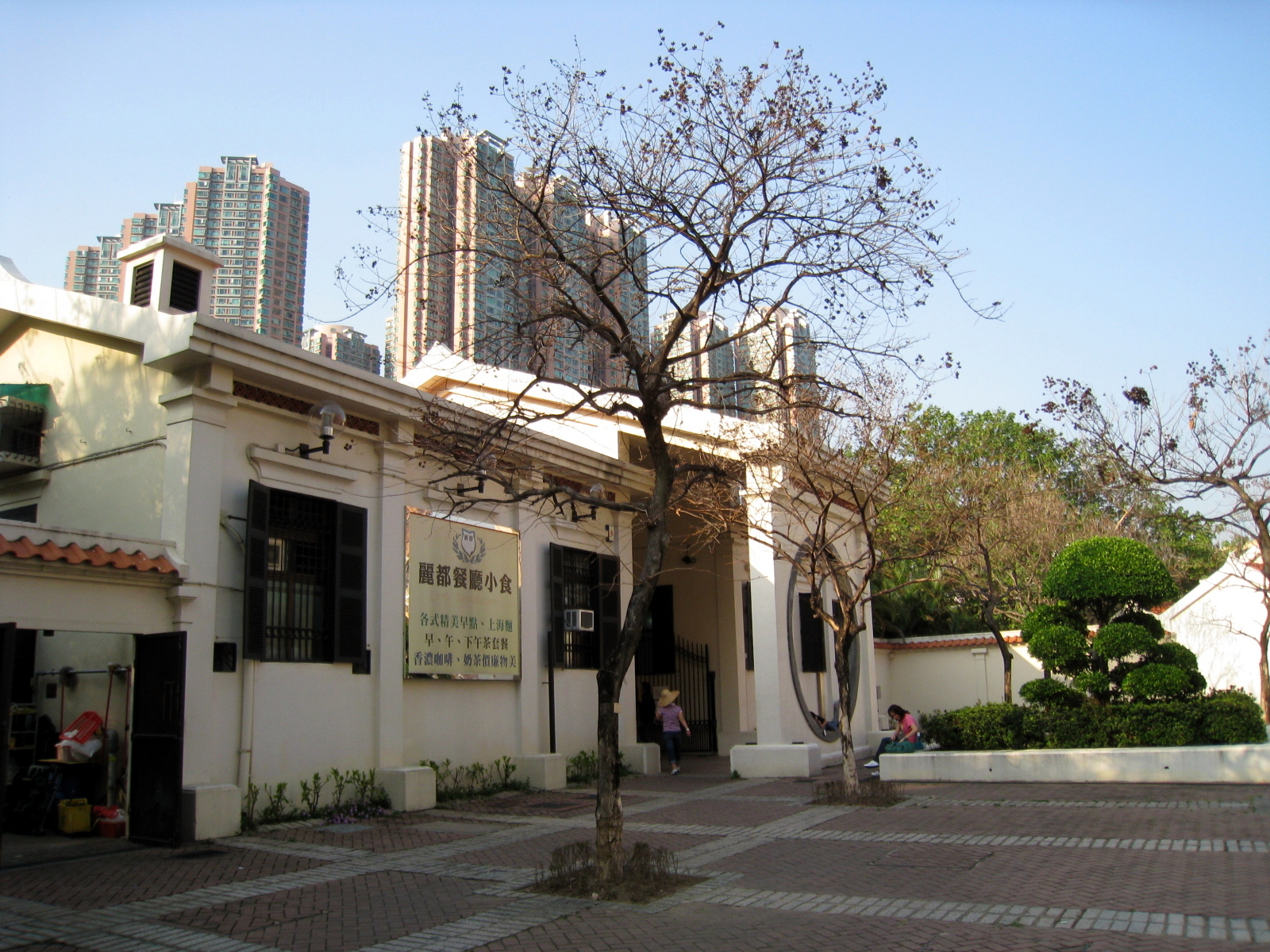
小廣場
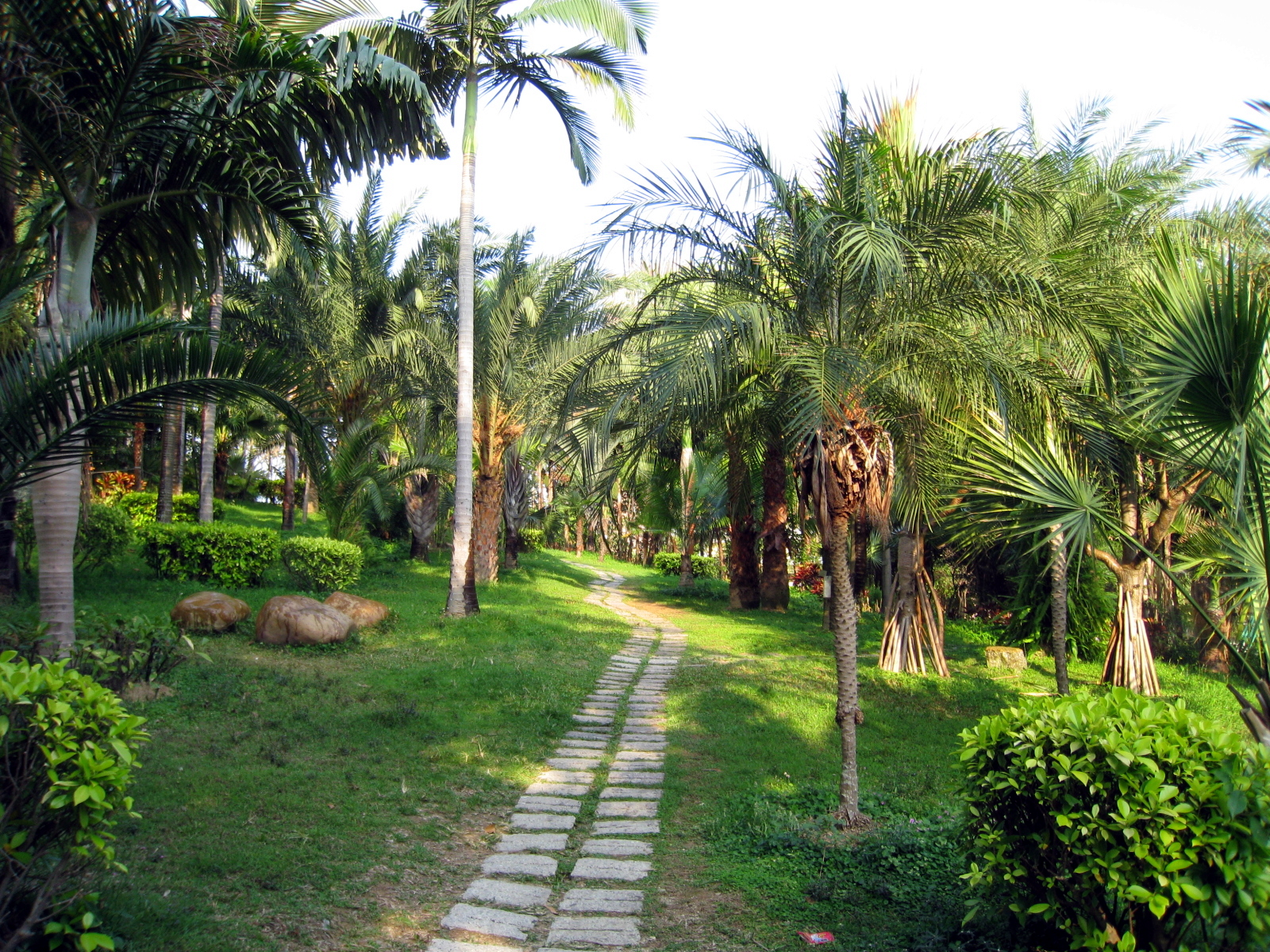
樹林區
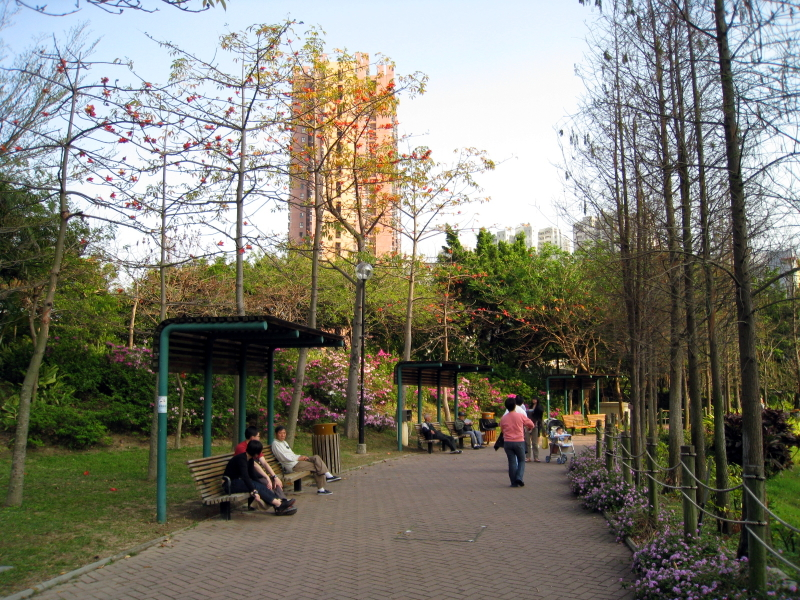
公園步行徑
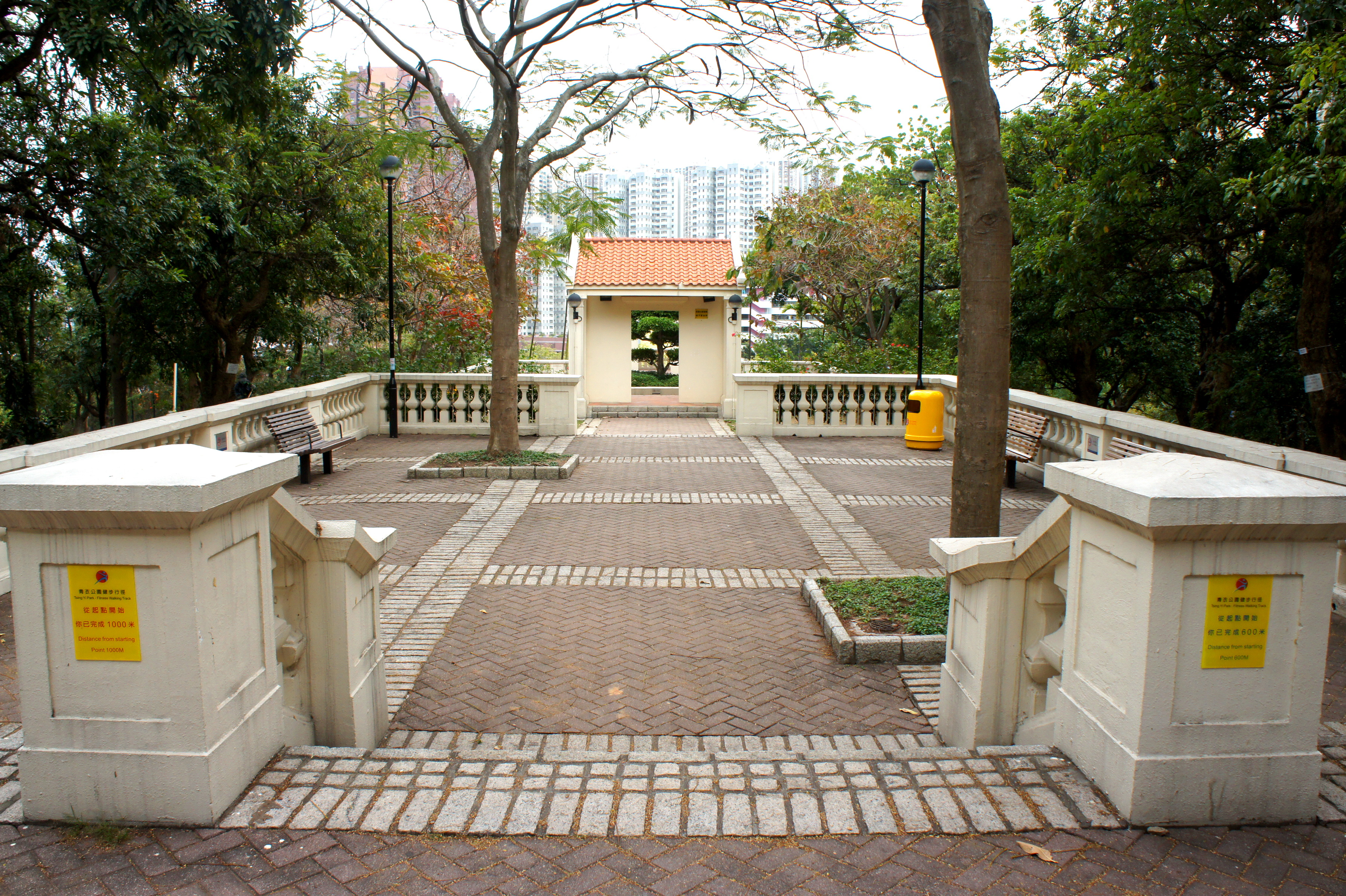
觀景台
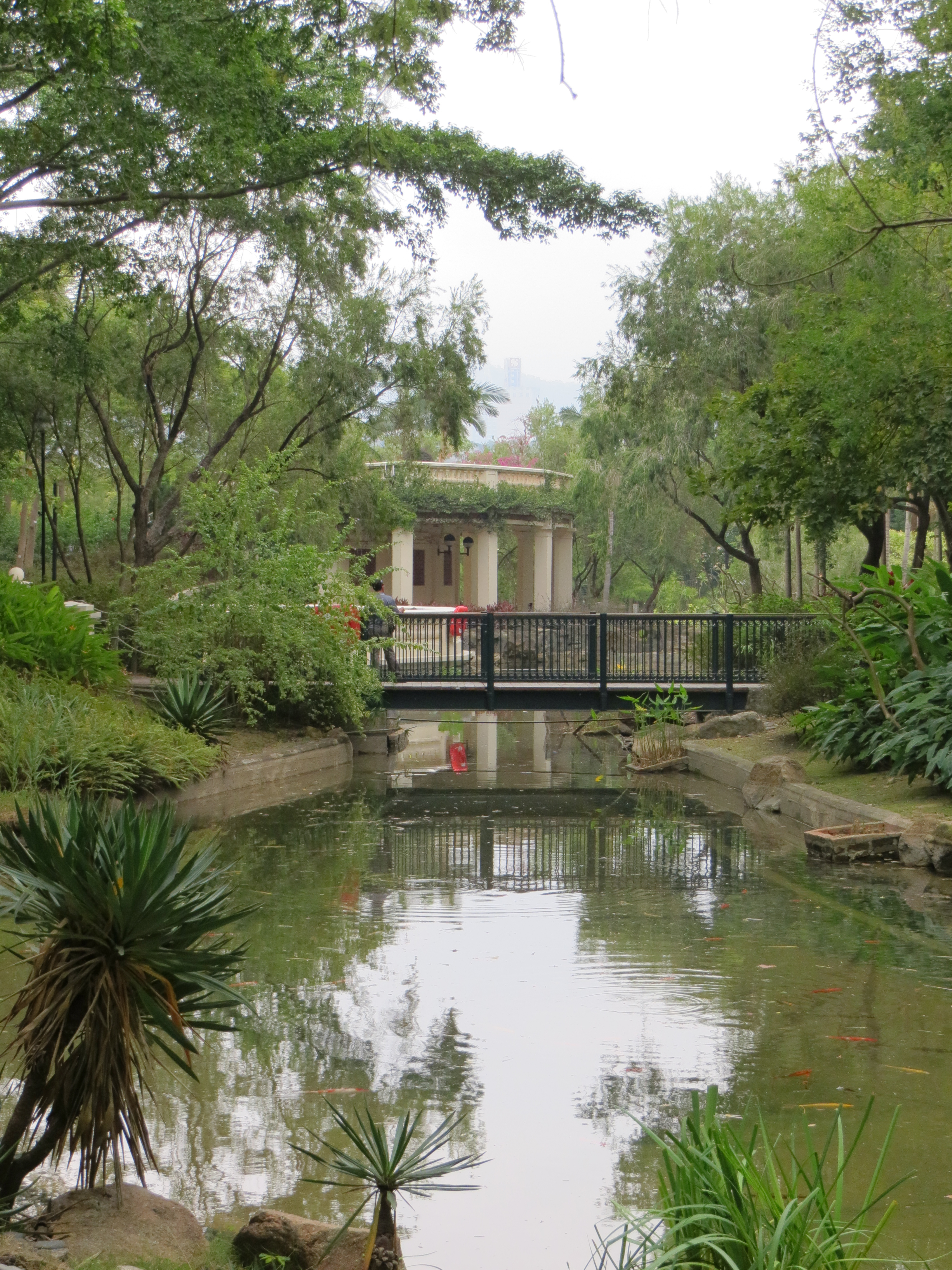
從人工湖的西端向東望
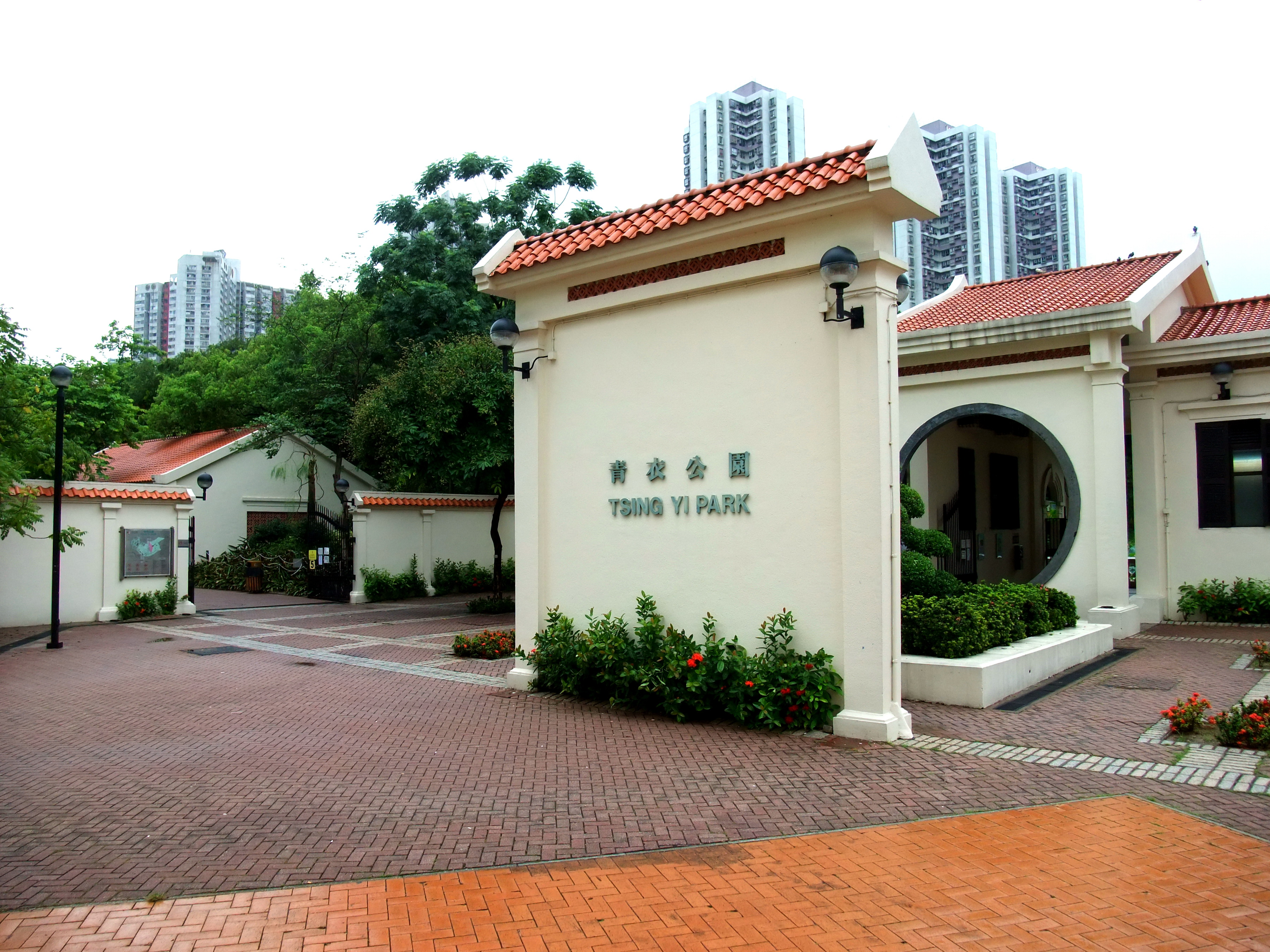
青衣公園位於青敬路的入口
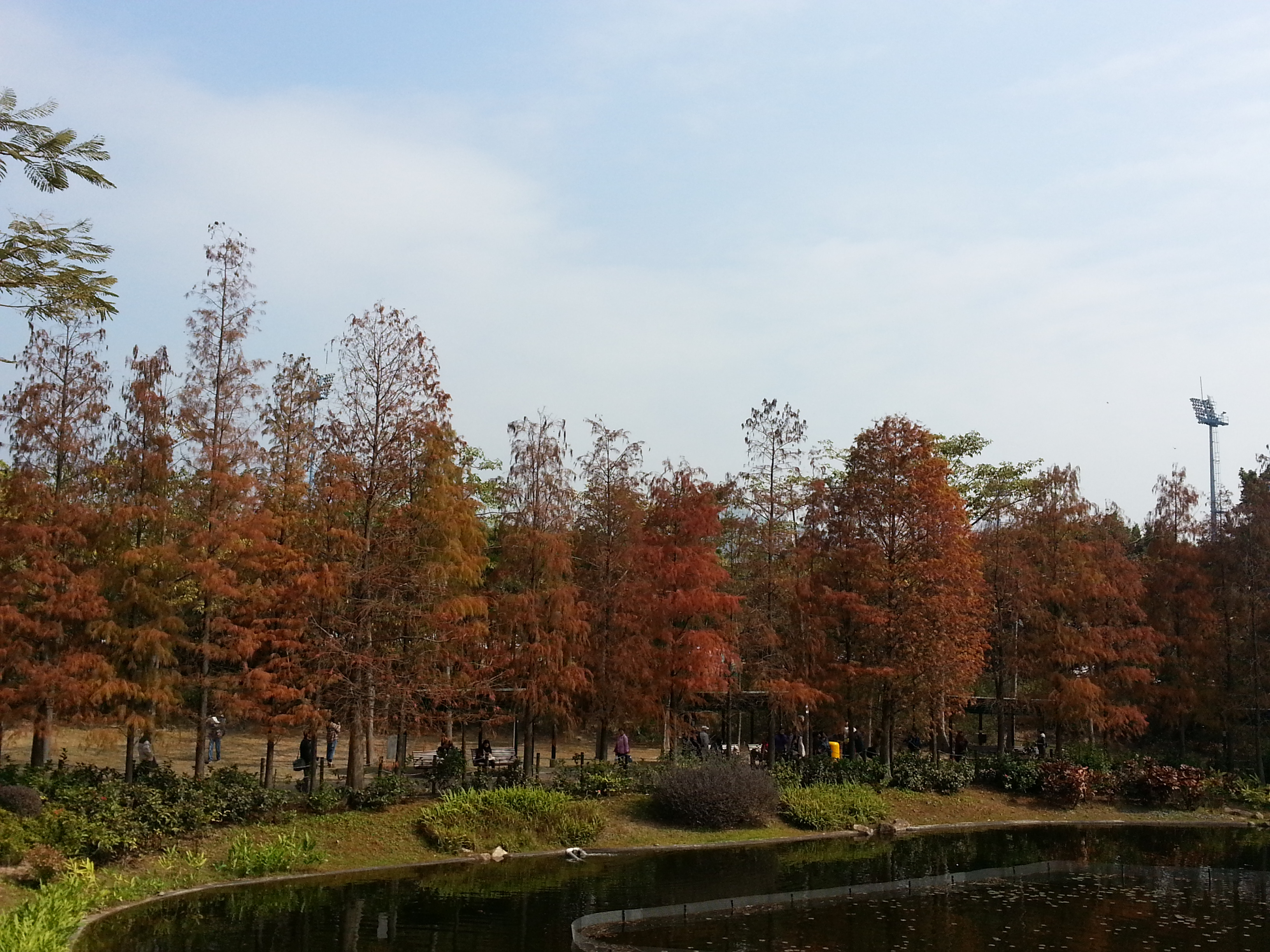
青衣公園黃葉

而公園的對面，則為青衣運動場及青衣游泳池。

## 開放時間
公園設有1至8號閘。公園開放時間為05:30-23:30。

## 鄰近的青衣著名屋宇
- 1號閘(青怡花園)
- 2號閘(青綠街)聖多默宗徒堂
- 3號閘(小學)聖公會青衣邨何澤芸小學
- 4號閘(偉景花園)
- 5號閘 保良局世德小學
- 6號閘(宏福花園)青衣公園正門
- 7號閘(青衣運動場)
- 8號閘(青衣城)盈翠半島

## 公園工程部及園藝部
- 公園工程部近2號閘
- 公園園藝部近2號閘

工程部及園藝部設施有
- 公園垃圾收集站
- 公園綠色垃圾車
- 公園盆栽及花的苗圃
- 公園維修材料
- 公園植物肥料只存有足夠公園用的肥料如新年桃花園或夏季荷花塘啟用。康樂文化事務署會向出面的園藝公司訂購足夠肥料使用。

## 公園警衛服務
回歸前，直接由公務員管理(俗稱:園差)管理公園。回歸後，外判專業護衛公司管理。2014年負責青衣公園的物業管理有限公司是第一太平戴維斯物業管理(香港)有限公司旗下品牌佳定集團子公司佳保護衛負責管理。
- 早更3名警衛。(又名正常更) 工作時間：07:00-15:00
- 中更3名警衛。(又名夜更)   工作時間：15:00-23:00。
- 夜更2名警衛。(又名通宵更) 工作時間：23:00-07:00。

## 公園清潔服務
回歸前，直接由區域市政局官員管理公務員團隊清潔公園。回歸後由康樂文化事務署外判專業的清潔公司或社會企業管理。2014年負責青衣公園的清潔有限公司是新生精神康復會旗下品牌新生精神清潔有限公司支部葵青工作中心負責管理。由兩位註場科文管理。2020年5月清潔服務外判給莊臣有限公司負責公園清潔服務。
- 早更有6名清潔員。(又名正常更) 工作時間：06:45-16:15。
- 中更有6名清潔員。(又名夜更)   工作時間：13:45-23:15。

## 訂場服務
青衣公園一共有10個不同類型的球場，分別是：
- 7個硬地網球場
- 1個硬地5人籃球場
- 1個硬地7人足球場(可以臨時改為五人足球場及戶外手球場)

各市民可以在07:00至23:00親臨青衣公園康樂文化事務署辦事處作訂場服務。辦事處位置在1至2號網球場對面。

## 禁煙安排
此場地（除吸煙區外）禁止吸煙。

## 大型活動
- 七個網球場定期會舉辦一些網球公開比賽。每兩年會成為全港運動會的比賽場地。[3]
- 小型足球場不定期亦會舉辦一些有特色的嘉年華活動。
- 小型足球場每年也會舉辦國慶盃五人足球比賽。[4]
- 小型足球場不定期也會改為手球場作一些校際比賽或區際性比賽。[5]
- 小型足球場每年會舉辦青衣7人足球國慶盃或元旦盃等7人足球比賽。
- 每隔數年青衣公園會舉行康樂文化事務署元宵節綵燈晚會或中秋節綵燈晚會。最近一次辦中秋節綵燈晚會是2017年。[6][7][8]

## 事件
- 1994年，廉政公署起訴結業的時輝工程有限公司（時輝）工程分判商的僱員，指他涉嫌以6.7萬元賄賂時任拓展署人員，以便就公園的興建工程進行寬鬆檢查。被告在案件於1995年開審時缺席審訊，之後棄保潛逃到內地逾25年，到2021年92歲時返港後被拘捕。被告承認7項向公職人員提供利益罪，到2022年3月22日被判監禁3年。[9]

- 2014年2月14日(星期五)情人節、曾有市民在園內執拾枯葉、砌出用英文字情人節永遠愛你等字句、蘋果日報亦有報導此事。

## 鄰近建築
- 青衣城
- 盈翠半島
- 青衣邨
- 青怡花園
- 偉景花園
- 聖保祿村
- 青衣綜合大樓

## 外部連結
- 青衣公園 康樂及文化事務署網站 （页面存档备份，存于）